# Неошаманизъм
Неошаманизъм е термин отнасящ се за конкретни нововъзникнали шамански философии, независимо дали са възродени древни шамански разбирания и традиции или са смесици от нови спиритуалистични вярвания. Неошаманизмът понякога се използва като опровержение или уговорка, където възстановителите които се опитват да сглобят изгубени системи трябва да признаят, че въпросните системи вече не съществуват като цяло поради значителни промени в оригиналната култура, често резултат от колонизация, глобализация, или геноцид. Неошаманизмът не е единна съгласувана система от вярвания, а по-скоро множество подобни философии скрепени заедно. Въпреки това, могат да се намерят конкретни прилики между неошаманите. Повечето от тях вярват в духове и търсят самоусъвършенстване чрез медитация и понякога чрез използване на ентеогени.
Много членове на традиционни местни култури и религии са подозрителни към неошаманизма, изхождайки от предпоставката, че твърде много се разчита на културно присвояване или че се използва като оправдание от мними шамани покриващи несъвместимости в техните церемонии. Според Йорк (2001) една от разликите между неошаманизма и традиционния шаманизъм е ролята на страха. Неошаманизмът и неговите нови тенденции отхвърлят идеята за съществуване на злото, страха и неуспеха. „При традиционния шаманизъм, инициацията на шамана е изпитание включващо болка, трудности и страдания. Противно на това, новото течение е религиозна перспектива, която в основата си отрича реалността на негативното и по този начин се омаловажава ролята на страха“.
Друга вероятна причина която би направила традиционните шамани предпазливи: някои нанайски шамани смятат сценичното представление за доста опасно, вярвайки, че това неуместно и излишно призоваване на духове помощници може да предизвика гнева им.